# Kyra Sedgwick
Kyra Minturn Sedgwick, född 19 augusti 1965 i New York i New York, är en amerikansk skådespelare. Sedgwick är bland annat känd för rollen som Brenda Leigh Johnson i TV-serien The Closer.
Hon är sedan 4 september 1988 gift med Kevin Bacon och de har två barn.

## Filmografi i urval
- 1989 – Född den fjärde juli
- 1992 – Singles
- 1993 – Heart and Souls
- 1995 – Alla talar om Grace
- 1996 – Losing Chase
- 1996 – Fenomen
- 2002 – Bill Porter
- 2003 – Afrikas hemligheter
- 2004 – The Woodsman
- 2005–2007 – The Closer (TV-serie)
- 2009 – Gamer
- 2010 – Chlorine
- 2012 – Man on a Ledge
- 2014–2015 – Brooklyn Nine-Nine (TV-serie)